# Cartoon Heroes
A Cartoon Heroes a dán-norvég Aqua első kimásolt kislemeze a második Aquarius című stúdióalbumról. A dalt 2000. január 1-én küldték el a rádióállomások számára. 14 hónap után ez volt az első kislemezük, melyet kiadtak a turnék, és az album felvételei után.
A dal sikeres volt, de a korábbi dalaik sikerét nem tudta felülmúlnia. Dániában a dal 1. helyen debütált a slágerlistán, és 2000-ben a legkelendőbb kislemez lett, melyből 32.765 példány talált gazdára. A dal az olasz, norvég, és spanyol listákon is 1 helyezett volt, de több más országban is benne volt a legjobb 10 között, úgy mint Írország, Belgium, Svédország, és az Egyesült Királyság. A dal sikeres volt továbbá Ausztráliában, Franciaországban, Németországban, Hollandiában, és Svájcban. 
 

## Videoklip
A dalhoz készült videót 1999 decemberében forgatták. A történet szerint egy egyszemű tengeri szörny támadja meg a világot, és S.O.S. hívást kezdeményeznek az Aqua számára az űrbe. A csapat gravitáció nélküli környezetben van, Søren egy kart elfordít, és visszatér a gravitáció. Ezek után felkészülnek arra, hogy a Föld felé irányítsák az űrhajójukat, és megküzdjenek a tengeri szörnnyel az Óceánban. Ekkor felveszik a búvárruhájukat, és harcolnak a szörnyeteggel. Később Søren visszatér Claus segítségével, aki megsérül a lábán, és a karján. 
 
A videóklip állítás szerint 3,5 millió dollárba került. Ez volt a legdrágább költségvetésű Aqua klip.

## Számlista
| Európa - CD Single 1. "Cartoon Heroes" (radio edit) – 3:38 2. "Cartoon Heroes" (Metro's That's All Folks Remix) – 6:22 3. "Cartoon Heroes" (Hampenberg Remix) – 5:41 4. "Cartoon Heroes" (Junior's Playground Mix) – 7:53 5. "Cartoon Heroes" (E-Lite Extended Remix) – 9:09 | Ausztrália - CD Single 1. "Cartoon Heroes" (radio edit) – 3:38 2. "Cartoon Heroes" (Love to Infinity Classic Mix) – 6:28 3. "Cartoon Heroes" (TNT Mix) – 7:29 Cartoon Heroes (Remixes) (iTunes) - 2017 1. "Cartoon Heroes" (Radio Edit) – 3:39 2. "Cartoon Heroes" (Metro's 7" Edit) – 4:07 3. "Cartoon Heroes" (Love To Infinity's Classic Radio Mix) – 3:08 4. "Cartoon Heroes" (It's Soda Club Radio Mix) – 4:19 5. "Cartoon Heroes" (Metro's That's All Folks Remix) – 6:26 6. "Cartoon Heroes" (Love To Infinity's Classic Mix) – 6:31 7. "Cartoon Heroes" (It's Soda Club Mix) – 7:26 8. "Cartoon Heroes" (Junior's Playground Mix) – 7:57 9. "Cartoon Heroes" (Hampenberg Remix) – 5:43 10. "Cartoon Heroes" (E-Lite Extended Remix) – 9:12 11. "Cartoon Heroes" (TNT Remix) – 7:30 |

## Slágerlista és minősítések
| Chart (2000)                                 | Peak position |
| -------------------------------------------- | ------------- |
| Ausztrália (ARIA)                            | 26            |
| Ausztria (Ö3 Austria Top 40)                 | 6             |
| Ausztrália (Ultratop 50 Flanders)            | 5             |
| Ausztrália (Ultratop 50 Wallonia)            | 7             |
| Kanada (Nielsen SoundScan)                   | 2             |
| Kanada Dance / Urban (RPM)                   | 23            |
| Dánia (IFPI)                                 | 1             |
| Európa (Eurochart Hot 100)                   | 5             |
| Finnország (Suomen virallinen lista)         | 9             |
| Franciaország (SNEP)                         | 40            |
| Németország (Official German Charts)         | 13            |
| Izland (Íslenski Listinn Topp 40)            | 8             |
| Írország (IRMA)                              | 10            |
| Olaszország (FIMI)                           | 1             |
| Hollandia (Single Top 100)                   | 35            |
| Új-Zéland (RMNZ)                             | 6             |
| Norvégia (VG-lista)                          | 1             |
| Skócia (Official Charts Company)             | 6             |
| Spanyolország (PROMUSICAE)                   | 1             |
| Svédország (Sverigetopplistan)               | 2             |
| Svájc (Schweizer Hitparade)                  | 9             |
| Egyesült Királyság (Official Charts Company) | 9             |

| Slágerlista (2000)                   | Helyezés |
| ------------------------------------ | -------- |
| Ausztrália (ARIA)                    | 99       |
| Belgium (Ultratop 50 Flanders)       | 64       |
| Belgium (Ultratop 50 Wallonia)       | 39       |
| Németország (Official German Charts) | 97       |
| Svédország (Sverigetopplistan)       | 20       |
| Svájc (Schweizer Hitparade)          | 77       |

| Ország            | Minősítés | Eladások |
| ----------------- | --------- | -------- |
| Ausztrália (ARIA) | arany     | 35.000   |
| Új-Zéland (RMNZ)  | arany     | 5.000    |
| Svédország (GLF)  | platina   | 30.000   |
| Norvégia (IFPI)   | arany     | 5.000    |